# Denization
Denization är den process i Kungariket England och Kungariket Irland, samt senare Kungariket Storbritannien, Storbritannien och Brittiska imperiet, vilket går tillbaks till 1200-talet, genom vilket en utlänning genom patentbrev blev en så kallad denizen. Som denizen fick personen ifråga vissa rättigheter som normalt endast tillkom Kungens eller Drottningens "subjekt", däribland rätten att inneha land. Processen upphörde i och med British Nationality and Status of Aliens Act 1914 (4 & 5 Geo. 5). En denizen var varken en medborgare eller en främling, utan hade en status liknande som permanent uppehållstillstånd idag. Denizenen var inte en medborgare eftersom denne inte hade några politiska rättigheter, kunde inte bli medlem av parlamentet eller hålla några civila eller militära officiella uppdrag etc. Dock gav det personen ifråga rättigheter att köpa egendom, även om en denizen inte hade arvsrätt på egendom. 